# Dragão Arena
Die Dragão Arena (deutsch Drachenarena) ist eine Mehrzweckhalle in der Stadtgemeinde Campanhã der portugiesischen Stadt Porto. Die vereinseigene Halle liegt direkt neben dem Estádio do Dragão, dem Fußballstadion des FC Porto und ist Spielstätte der Basketball-, Handball- und Rollhockey-Abteilungen des Clubs. Sie trägt den Spitznamen Dragãozinho und ersetzte den Pavilhão Americo de Sá mit 5000 Plätzen, der 2001 abgerissen wurde.

## Geschichte
Das Bauprojekt mit Kosten von 11,7 Mio. Euro führte der FC Porto in einer strategischen Partnerschaft mit der Caixa Geral de Depósitos, der größten Bank des Landes, durch. Es wurde darüber hinaus ein Sponsoringvertrag über zehn Jahre abgeschlossen. Der Entwurf stammt von Manuel Salgado im Zusammenarbeit mit Jorge Estriga, Joana Pinheiro und Inês Cruz. Die Halle musste den räumlichen Gegebenheiten, wie dem nahen Stadion und angrenzenden Straßen, angepasst werden. Im September 2007 begannen die Arbeiten. Am 23. April 2009 folgte die Einweihung der Dragão Arena unter dem Namen Dragão Caixa.
Zweimal (2013 und 2018) war die Arena Schauplatz des Final Four der CERH European League der Männer im Rollhockey.